# Čarsada
Čarsada je město v pákistánské provincii Chajbar Paštúnchwá, hlavní sídlo stejnojmenného regionu. Leží přibližně 29 kilometrů od hlavního města provincie Péšávar. Nejstarší archeologické nálezy na území města jsou datovány do období kolem roku 1400 př. n. l. V lednu 2016 byla napadena čarsadská univerzita Bacha Chána útočníky se zbraněmi a bombami. Zahynulo zde 21 lidí a dalších 17 bylo zraněno.